# 法楽寺 (大阪市)
法楽寺（ほうらくじ）は、大阪市東住吉区にある真言宗泉涌寺派の大本山の寺院。山号は紫金山（しこんざん）、院号は小松院。本尊は不動明王。
毎月28日が不動明王の縁日で、多くの参詣者で賑わいを見せている。

## 歴史
伝承によれば、源平の戦乱で戦死した平家と源家の霊を怨親平等に弔うために、源義朝の念持仏であった如意輪観世音菩薩を安置し、壮麗な伽藍が営まれたことが起源とされる。
山号の紫金山は、治承2年（1178年）、仏教の信仰に篤かった平重盛が宋の禅師・育王山仏照の高徳を聞き、黄金3000両を献上し結縁を求めたとの伝えによる（『平家物語』巻三「金渡」にみえる話）。仏照は重盛の仏法への志に感嘆し、育王山伝来の紫金の仏舎利二顆を贈ったという。また、院号の小松院は、平重盛の別称が小松内府と称されていたことにちなむ。
元亀2年（1571年）、織田信長の侵攻による兵火で伽藍は灰燼に帰した。しかし、天正13年（1585年）にはひとまず復興した。
正徳元年（1711年）に野中寺から洪善普摂が晋山し、律院として本格的に復興が行われた。お堂は紀伊国の雑賀家の尽力により大和国宇陀松山藩織田氏の殿舎が移築され、現在に至るまで山門・本堂に残されている。

## 境内
- 本堂 - 不動明王・釈迦如来・如意輪観世音菩薩・ 十一面観世音菩薩・地蔵菩薩・歓喜天を祀る。
- 大師堂 - 弘法大師・真言八祖絵像を祀る。
- 三重塔 - 1996年（平成8年）11月26日、三笠宮崇仁親王臨席のもと落慶法要が行われた。通称「平成の三重宝塔」ともいい、本尊は金剛界大日如来像。脇侍として江戸時代の作と伝わる不動明王立像と愛染明王坐像がある。礎石上塔総高は約23メートル。
- 鐘楼
- 水掛不動尊
- 観音堂
- 庫裏
- 富山秋葉大権現
- 楠木大明神
- 四国八十八箇所霊場本尊石碑
- リーヴスギャラリー小坂奇石記念館 - 遺作400余点を所蔵。また当寺に伝わる品、あるいは近年収集した仏教美術品が展示されている[3]。
- 山門

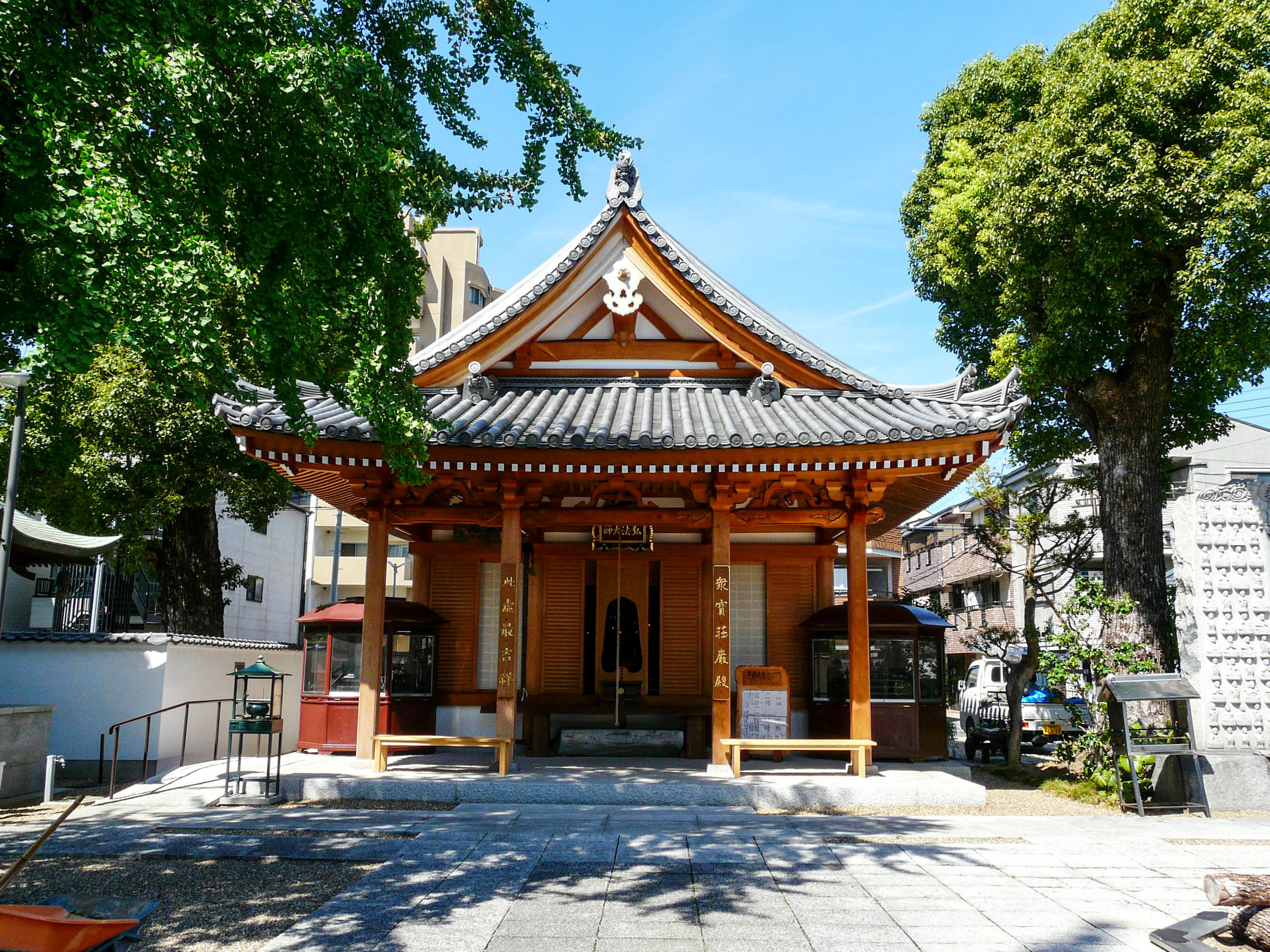
大師堂
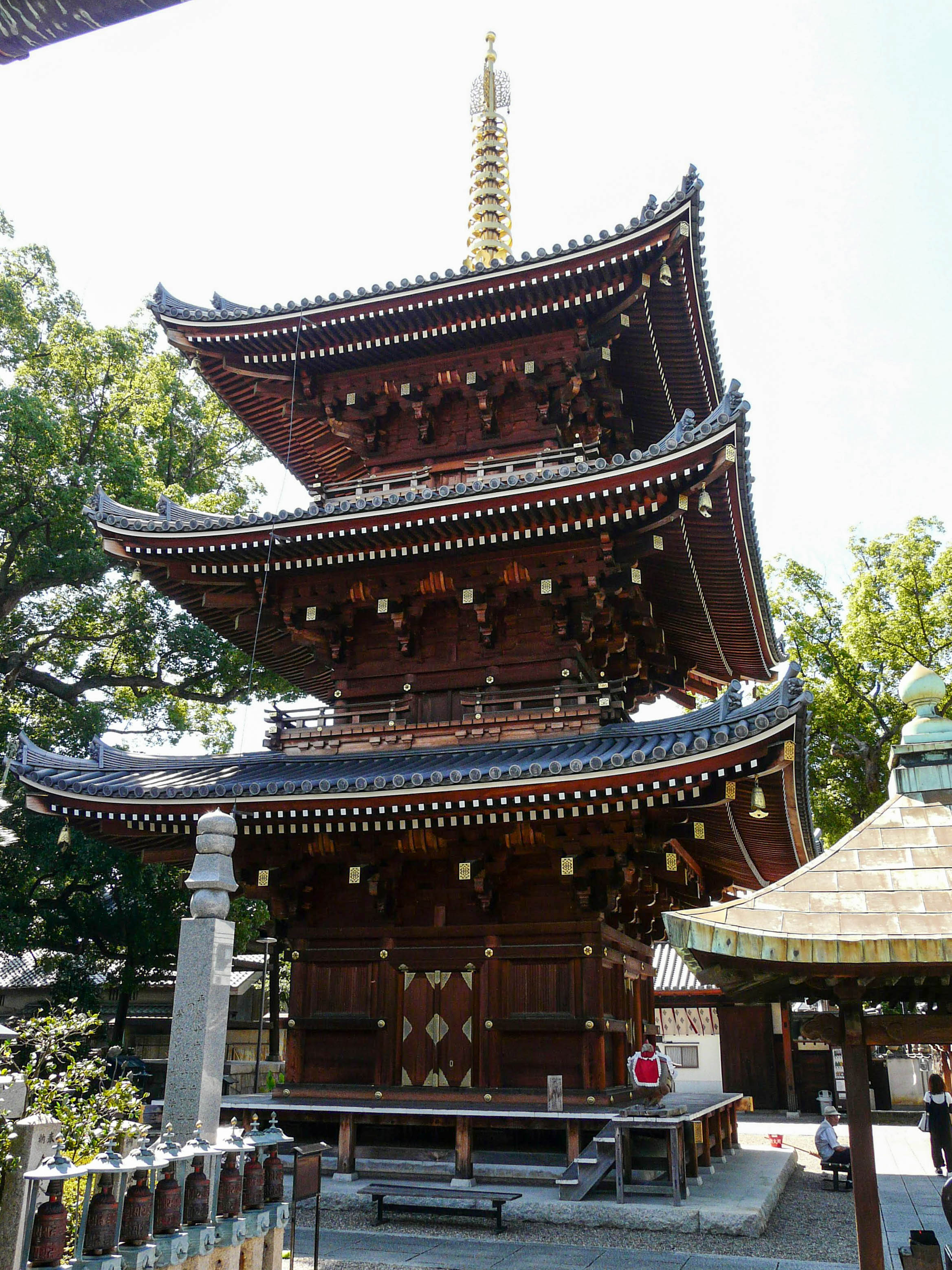
三重塔
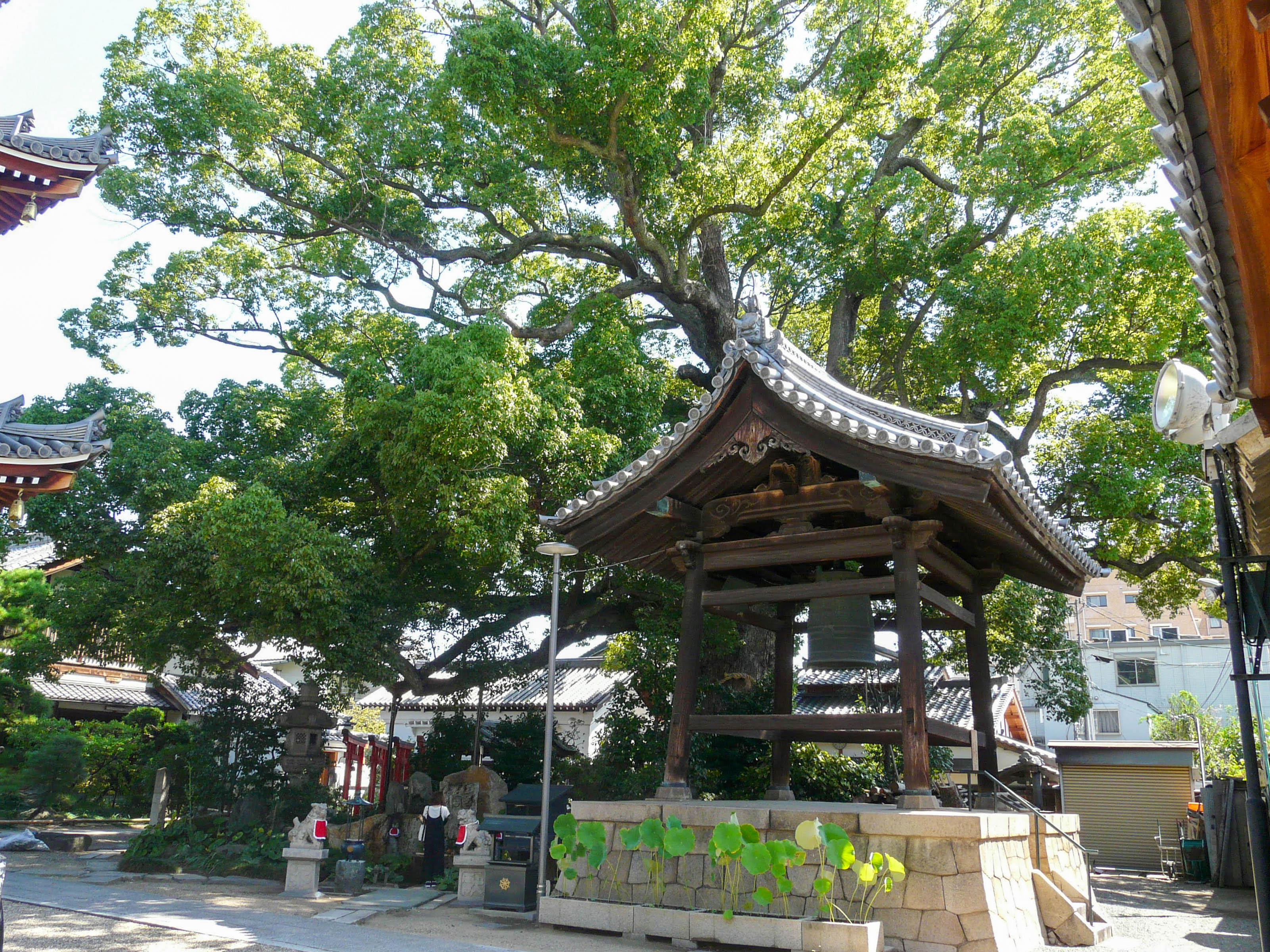
鐘楼と大楠（後方）
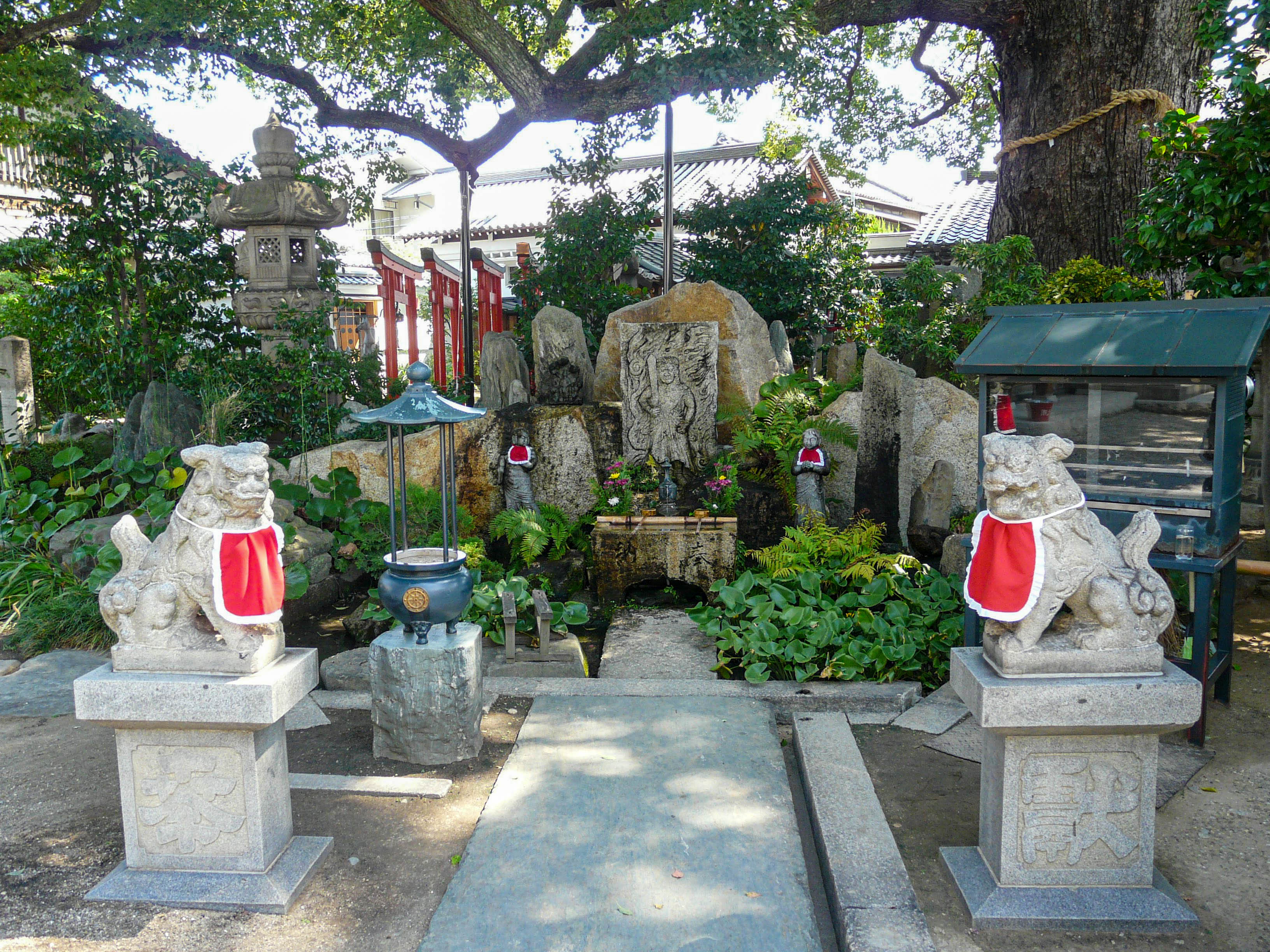
水掛不動尊
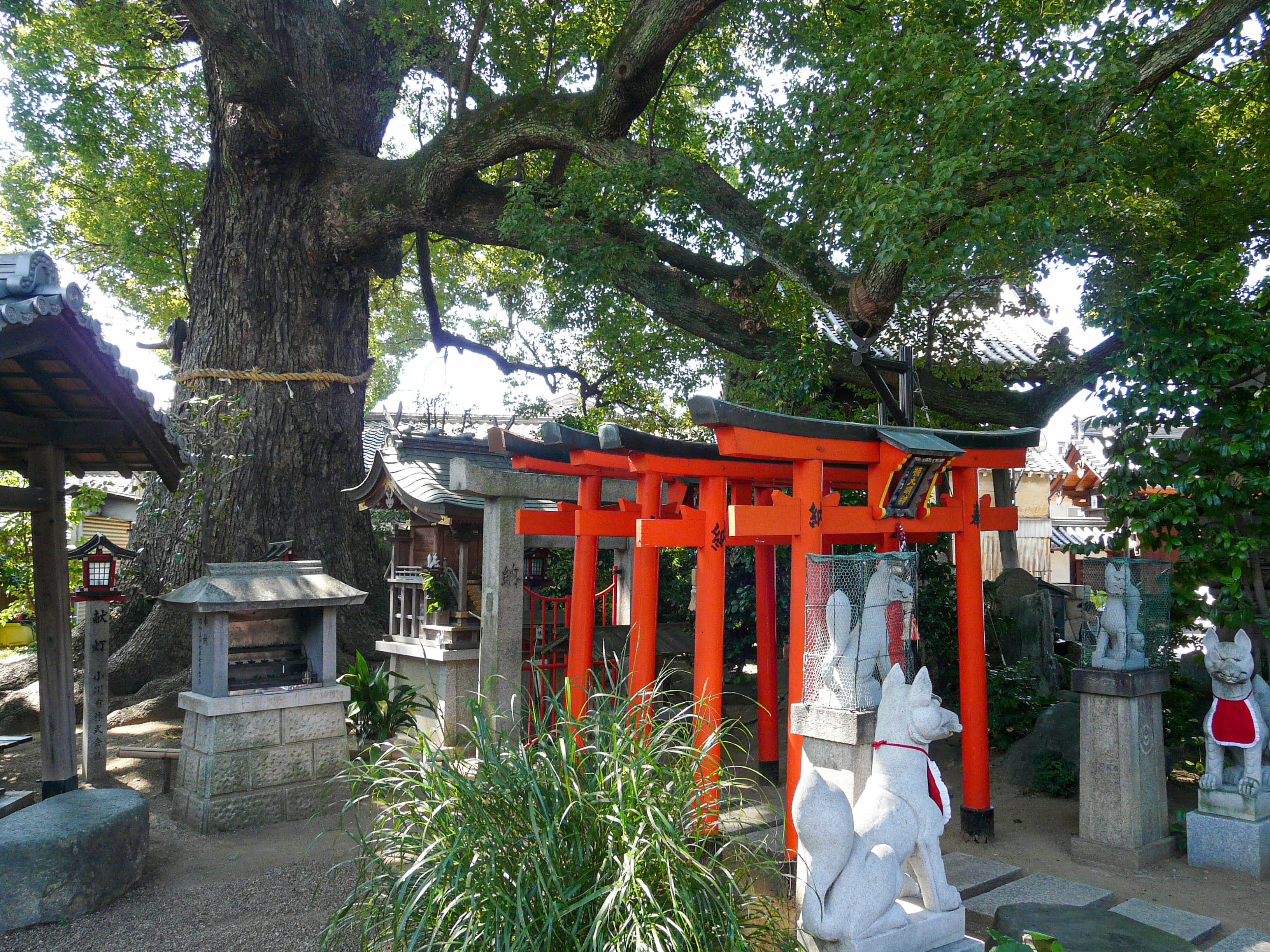
楠大明神と大楠（左後方）
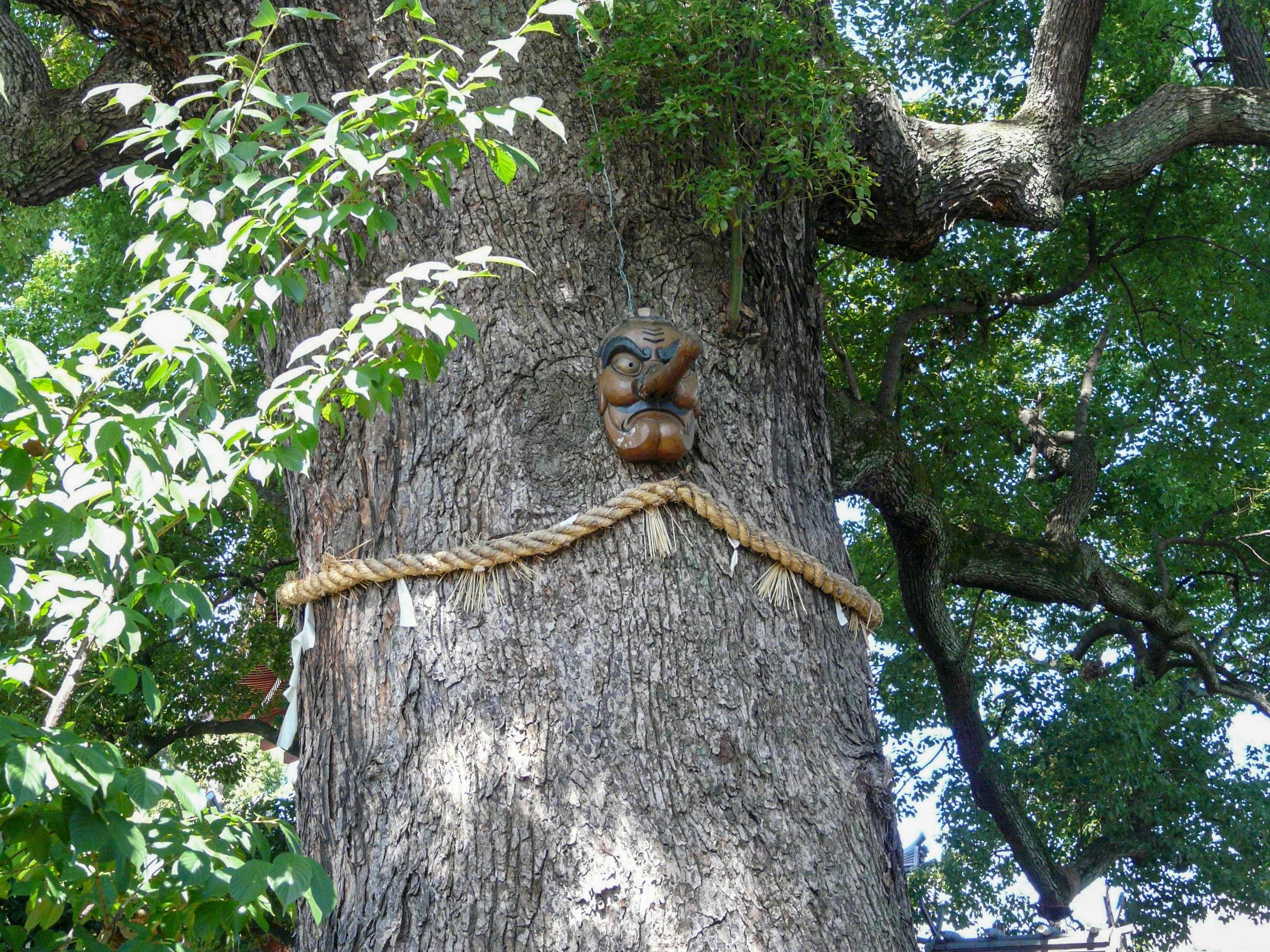
大楠の天狗
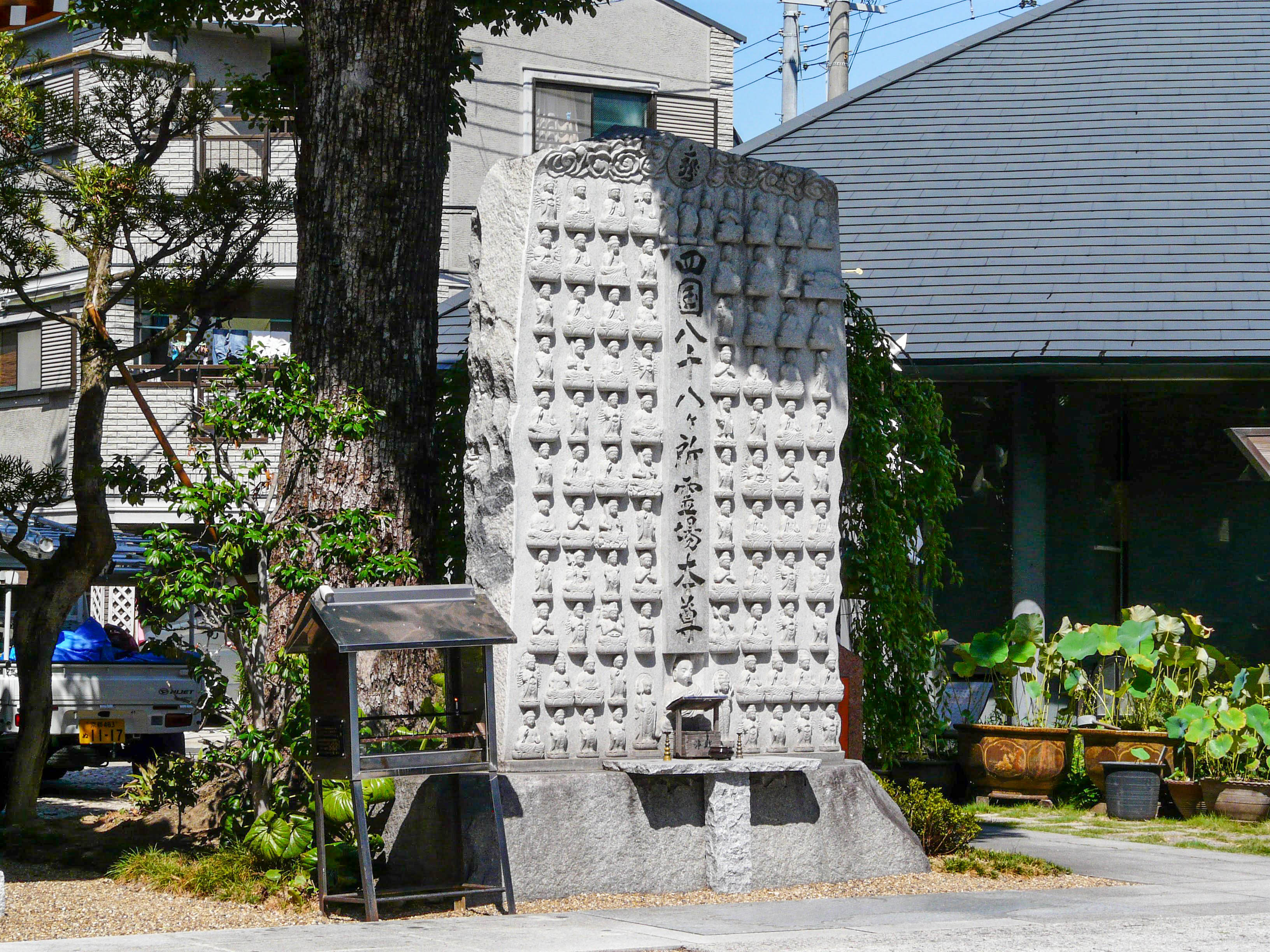
四国八十八箇所霊場本尊石碑
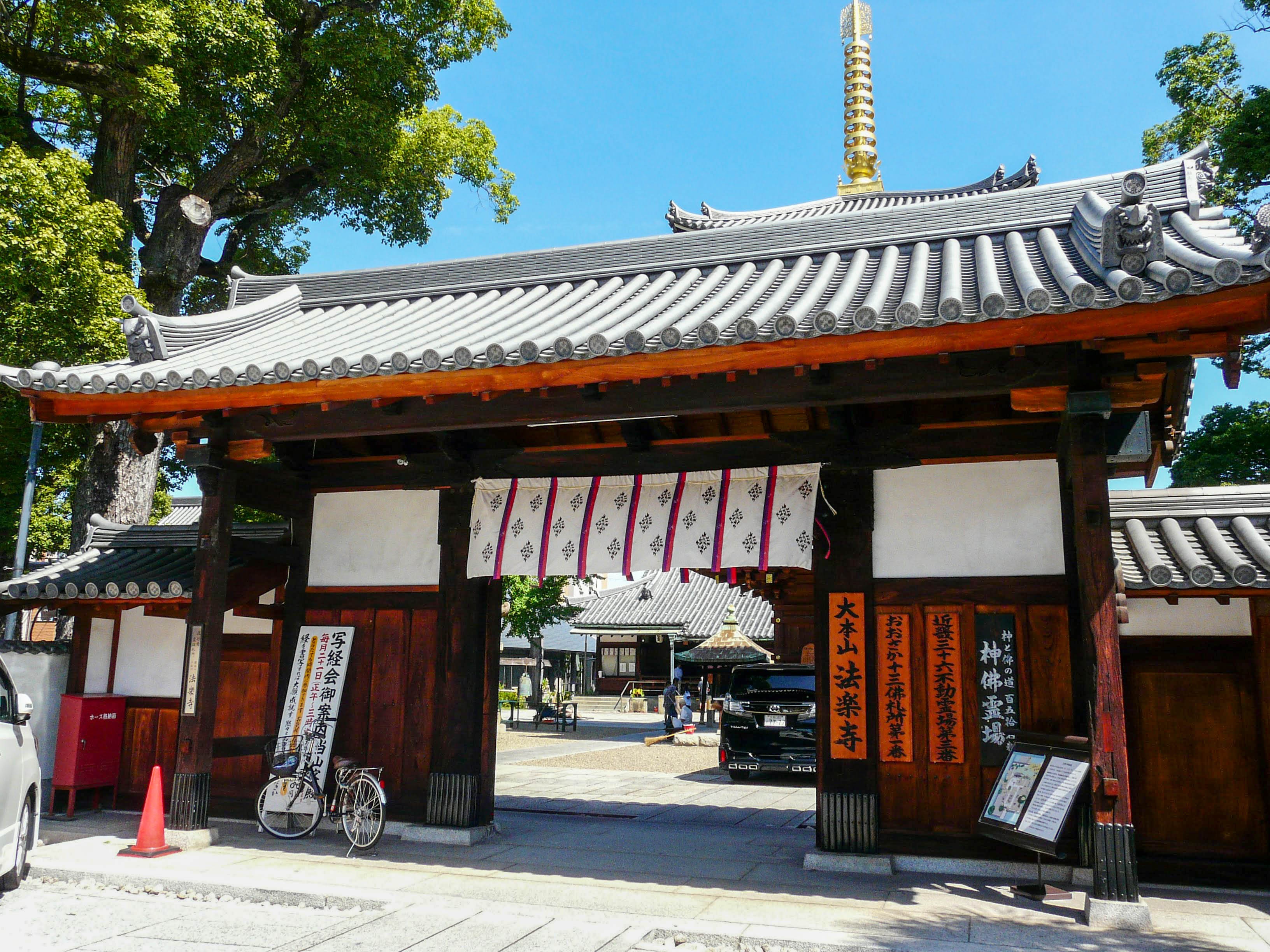
山門

## 文化財

### 重要文化財
- 絹本著色不動明王二童子像 - 1980年（昭和55）6月6日指定[4]。
  - 醍醐本の不動明王図像中の飛鳥寺玄朝筆の注記がある不動頭部二童子図と像容が酷似する。しかし、醍醐本と比較し、その容姿に不自然さが認められ、本図は玄朝様を写しているが、かなりの転写を経ていると推測される。しかし、不動明王の坐す岩や波の描写、勢いのある火炎の表現は、鎌倉時代の趣向が認められ、13世紀前半頃と制作と考えられる[4]。大阪市立美術館寄託[5]。

### 大阪府指定
有形文化財
- 銅造蔵王権現立像 - 平安時代作。1982年（昭和57年）3月31日指定。大阪市立美術館寄託。

天然記念物

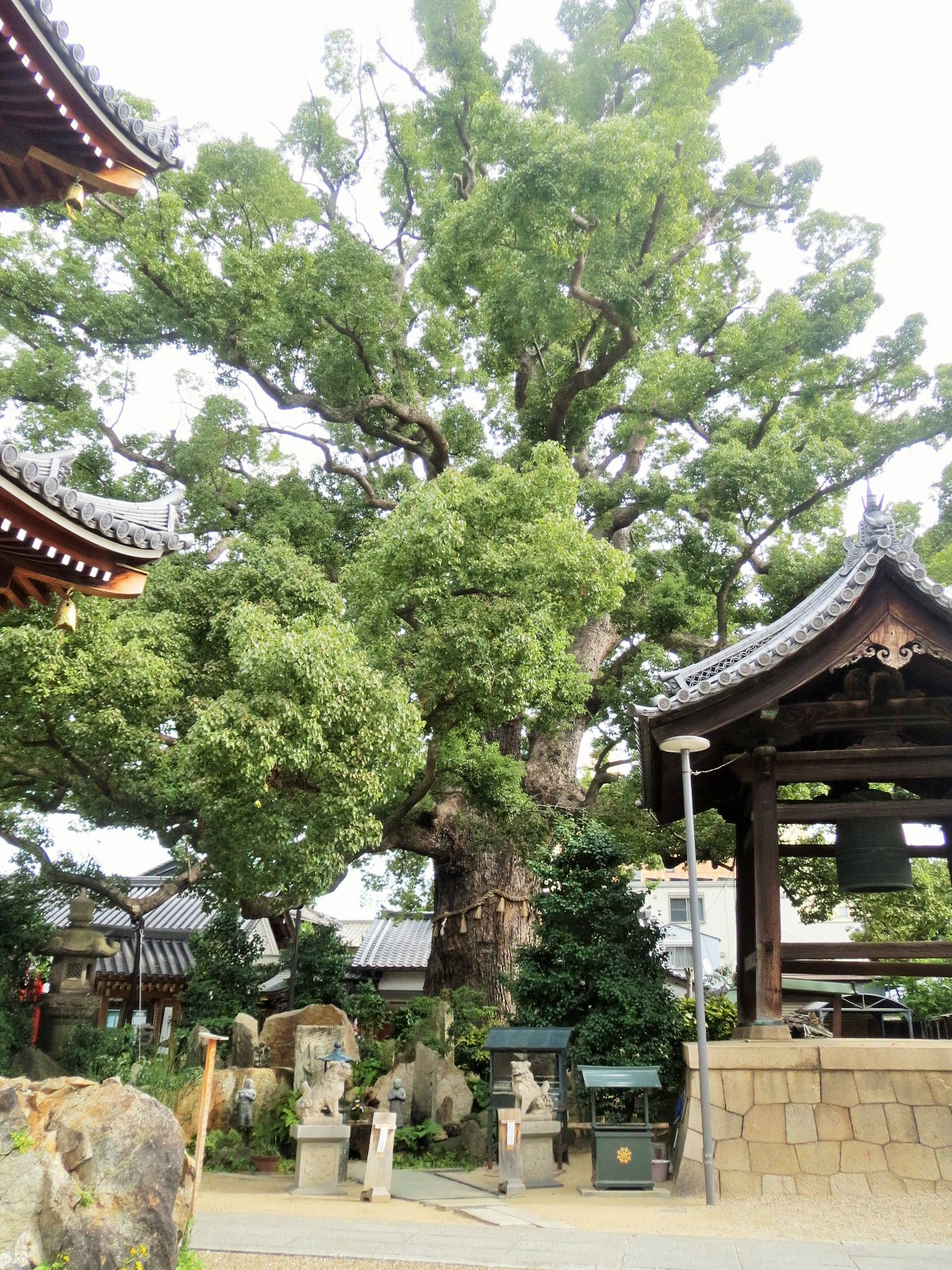
クス (2020年11月)

- 法楽寺のくす - 幹周8. 0m、樹高26. 0m、樹齢 ／ 伝承800年。ほとんど損傷がない健康な大楠。1981年 （昭和56年）6月1日指定。

## 年中行事
- 1月 1 - 3日	初詣（歳旦吉祥護摩供）
- 1月28日	たなべ不動尊大祭（大般若転読会・柴灯大護摩供）
- 2月1 - 7日	節分（厄除星祭）
- 3月彼岸中日	春期彼岸会
- 4月 上旬	四国八十八ヶ所巡拝
- 5月28日	たなべ不動尊大祭
- 8月15日	盂蘭盆会
- 8月18日	大施餓鬼会
- 8月23日	地蔵盆
- 9月彼岸中日	秋期彼岸会
- 9月28日	たなべ不動尊大祭
- 10月21日	四国八十八ヶ所お砂踏み
- 11月 上旬	不動講講演会
- 12月31日	除夜の鐘

### 月例行事
- 弘法大師縁日（毎月21日）
  - 写経12時～・勤行14時～・法話15時～
- たなべ不動尊縁日（毎月28日）
  - 不動尊護摩供 10時・14時の2回
- 子供のための図書館「くすのき文庫」 毎週土曜日午後3時から午後5時まで。
  - この活動により1982年、正力松太郎賞を受賞した。

## 前後の札所
近畿三十六不動尊霊場
2 清水寺　-　3 法楽寺　-　4 京善寺
おおさか十三仏霊場
1 法楽寺　-　2 正圓寺
摂津国八十八箇所
39 全興寺　-　40 法楽寺　-　41 京善寺
役行者霊蹟札所
神仏霊場巡拝の道
46 大念仏寺　-　47 法楽寺　-　48 生國魂神社

## 所在地
大阪府大阪市東住吉区山坂1丁目18-30

## 交通アクセス
- 阪和線南田辺駅から徒歩すぐ
- 谷町線田辺駅から徒歩すぐ